# عبادة جنائزية

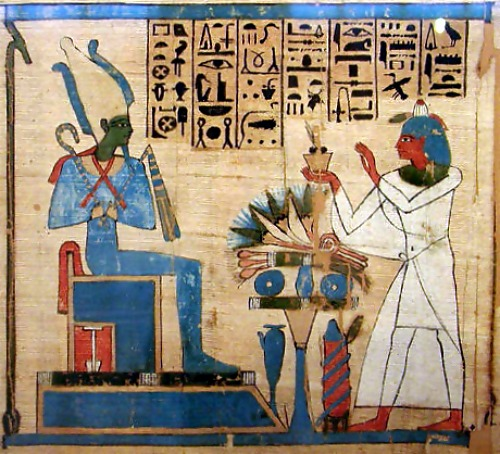
أوزوريس المُصوَّر على هيئة مومياء يتلقى القرابين نيابة عن الموتى في هذا الرسم التوضيحي على ورق البردي من كتاب الموتى.

عبادة الجنائزية هي مجموعة من التعاليم والممارسات الدينية التي تتمحور حول تبجيل الموتى، حيث يُعتقد أن الأحياء قادرون على منح منافع للموتى في الحياة الآخرة أو إرضاء أشباحهم الغاضبة. تم تنفيذ الطقوس لصالح الموتى، إما من قبل أقاربهم أو من قبل فئة من الكهنة المعينين والمدفوع لهم لأداء الطقوس. جرت هذه الطقوس في قبور الموتى أنفسهم أو في المعابد الجنائزية المخصصة لهذا الغرض. توجد العبادات الجنائزية في مجموعة متنوعة من الثقافات.

## طوائف بارزة

### مصر
ترتبط الطوائف الجنائزية بشكل خاص بمصر القديمة، حيث كان من الشائع تحنيط المومياوات المرتبطة بالملوك والقطط والأثرياء. كانت الغرض من هذه الممارسة هو الحفاظ على أجسادهم سليمة من أجل الرحلة إلى الآخرة. كان الإله أوزوريس الذي كان الإله الذي يموت ويبعث وإله الآخرة المصرية يُصوَّر في الفن المصري على أنه مومياء. أيضا في بوباستيس حيث كان يعبد باستيت ، عُثر على مقبرة ضخمة للقطط حيث كان يُعتقد أيضًا أن القطط تسافر إلى الحياة الآخرة وعادة ما تدفن في قبور أصحابها وأن الموتى بحاجة إلى سلعهم المادية الخاصة لهذه الرحلة مثل الطعام.